# 681 до н. е.

## Події
- Сини ассирійського царя Сінаххері́ба вбили його.
- Правителем китайської держави Східна Чжоу став Сі-ван.

## Померли
- Сінаххері́б (ассирійською Сін-аххе-еріба) — цар Ассирії.

| рік | Це незавершена стаття про рік. Ви можете допомогти проєкту, виправивши або дописавши її. |